# Vallersvik
Vallersvik är en bebyggelse i Landa socken i tätoren Frillesås i Kungsbacka kommun, belägen vid en havsvik med samma namn.
Tomtnamnen i området, Nortorp, Sintorp och Rågelund avspeglar gårdarna med samma namn.
Norr om Vallersvik ligger det så kallade Örebroberget, hamnanläggningen Nortorp och Landabukten. Söder om Vallersvik ligger Torstensvik, Fagervik, Äspenäs hamn och Löftaån som mynnar i Vändelsöfjorden.

## Historia
Vägen ner till Vallersvik anses vara en gammal så kallad tångväg.
Den 21 september 1848 skedde här ett baptistiskt dop (troendedop, vuxendop). De fem som döptes bildade därefter Sveriges första frikyrkoförsamling. Detta skedde i Borekulla, några km från dopstället nere vid havet. Till minne av denna församlingsbildning finns, på berget strax bakom Vallersvikskyrkan (där Ungdomsgården/Strandgården fanns till 2018), en minnessten från 1918. (Det första baptistiska dopet i Sverige genomfördes emellertid redan den 23 juni 1847 i Östansjö några mil väster om Örnsköldsvik). Minnesgården och Minneskyrkan i östra delen av Vallersvik byggdes 1932 och där fanns även Matsalen/Kulturhuset och från 1962 Gästhemmet/Vallersgården.
I Frillesås har det funnits flera olika pensionatsrörelser. Exempelvis den nu rivna Terrassen, som 1933 startade som Henrikssons pensionat och som på 1940-60-talet kallades Pensionat Vallersvik (och som 1952 inköptes av en andelsförening av baptister).

## Bebyggelse
Här fanns en konferens- och semesteranläggning som Svenska Baptistsamfundet ägde från 1907. Anläggningen omfattar numera huvudsakligen området vid Vallersvikskyrkan, campingen och vandrarhem. Verksamheten drevs från 2007 av Vallersviks ekumeniska församling (Vallersvikskyrkan, medlem av Equmeniakyrkan), med mångårigt stöd av Föreningen Vallersviks vänner (FVV). Från 2010 ägs anlägniongen av Vallersviks ekumeniska församling.
Sommarstugorna i området omges numera av allt fler åretruntbostäder.